# Одбацивање
Одбацивање је рационалан али често и ирационалан, емотивно одбојан став према неким особама или вредностима што резултује континуираном одбојношћу до одбацивања, односно прекида релација. Феномен је нарочито присутан у дисфункционалним породицама те су, поред осталих чланова, деца често жртве занемаривања и злостављања као тежих облика одбацивања.